# Vladimír Mečiar
Vladimír Mečiar (Detva, 26 de julio de 1942) es un político nacionalista eslovaco. Fue vencedor de las elecciones de 1992, dirigiendo las negociaciones para independizarse de Checoslovaquia. Fue así el primer jefe de gobierno de la Eslovaquia independiente.
Tuvo que dimitir en marzo de 1994, pero tras las elecciones de octubre volvió a presidir el país, en un gobierno de coalición. Fue presidente interno de la república en 1998, y tras la derrota de su partido en las elecciones legislativas de 1998, pasó a la oposición.
Su estilo fue calificado como autocrático y además se le señaló con vinculaciones con el crimen organizado, estilo que comenzó a ser conocido como Mečiarizmus («Mečiarismo»).

## Primeros años
Mečiar nació en Detva en 1942, siendo el mayor de cuatro hermanos. Su padre era un sastre, mientras que su madre ama de casa.

## Carrera

### Inicios en política
Comenzó en el Partido Comunista de Eslovaquia, la única forma de forjar una carrera política en la antigua Checoslovaquia Comunista, siendo electo presidente del comité de la ciudad de Žiar nad Hronom, para ser en un año depuesto por la Invasión soviética de Checoslovaquia, cuando dio un discurso apoyando las reformas ante el Congreso Nacional en 1969. Un año después también sería expulsado del mismo partido e incluido en una lista de enemigos del comité del Partido Comunista como opositor al socialismo. En ese entonces, se enroló en la Facultad de Derecho de la Universidad Comenius, mientras era obrero en una fábrica de vidrio.

### Revolución de Terciopelo
A finales de 1989, durante las protestas conocidas como la Revolución de Terciopelo, se unió a un nuevo partido político, Público Contra la Violencia (Verejnosť proti násiliu, VPN), que era la contraparte eslovaca del conocido partido checo Foro Cívico. El 11 de enero de 1990, cuando VPN se encontraba reclutando profesionales para un gobierno en Eslovaquia, Mečiar fue seleccionado como Ministro del Interior y Medio Ambiente de Eslovaquia, bajo la recomendación de Alexander Dubček, quien estaba impresionado del conocimiento de Mečiar en muchos campos relevantes.